# 東洋大橋
東洋大橋（とうようおおはし）は、広島県広島市南区にある猿猴川にかかる橋。マツダ構内の私道の橋であり、マツダが所有・管理する。1965年10月開通。橋の名前は当時の社名である「東洋工業」に由来している。

## 概要
東洋工業、現在のマツダ本社は猿猴川東岸にある。猿猴川西側の宇品に工場があり、かつて東洋工業は本社から宇品の工場への多くの物流・車両の移動に一般公道を用いていた。1960年代モータリゼーションの急速な展開により東洋工業は乗用車の生産体制を強化するため、猿猴川西岸の仁保沖を広島県が埋立て臨海工業地としその上に東洋工業が宇品乗用車専用工場（現・U1工場）を建設することになった。そこで東洋工業は地域周辺への配慮・総合一貫生産体制構築と集中管理のため、本社と宇品工場を繋ぐ専用道を設けることにし東洋大橋を架けることになった。
マツダ専用かつ自動車専用道路であり一般車両通行禁止。通行許可証を受けたマツダ内の通勤バス・業務バス・物流トラック・各種工事車両・マツダの取引先業者の車両・マツダ社用車・マツダ車完成品など、様々な車両が通っている。1日に約12,000台通行している。
猿猴川上流には黄金橋（国道2号）が、下流には仁保ジャンクション・広島呉道路広島大橋・広島南道路海田大橋がある。この橋の下に1974年から2010年まで広島呉道路仁保インターチェンジがあったが、広島高速2号線（府中仁保道路）供用開始と共に仁保ICは廃止された。
社外者がこの橋を渡れる例がいくつかある。マツダミュージアム見学の際に本社で入館手続きをすると、構内専用バスに乗るが、この橋を渡ってミュージアムへ向かう。またマツダが年1回主催する社内駅伝大会で一般人も歩いて渡れる。

## 諸元
- 橋長

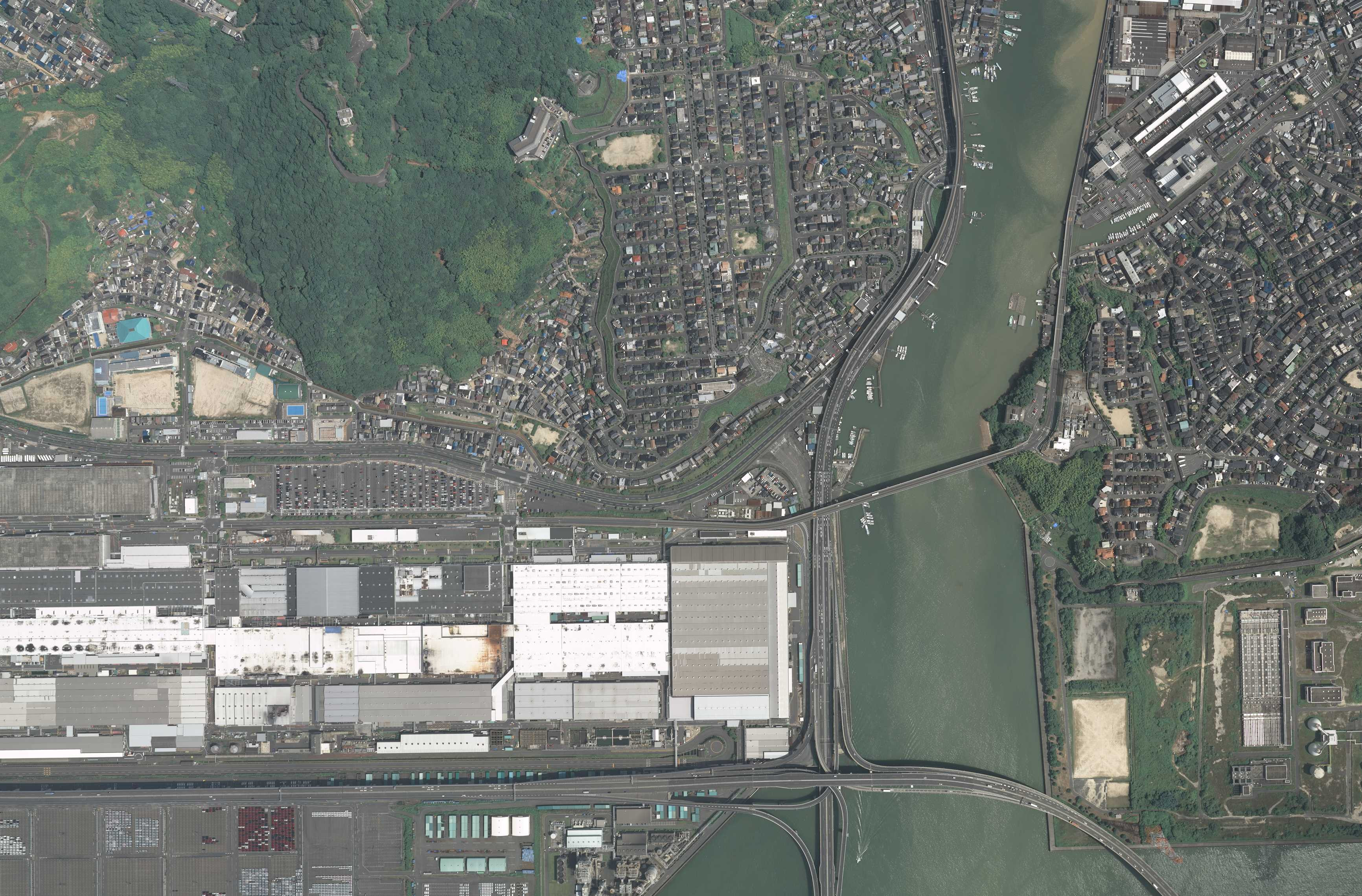
2018年

  - 河川橋部 : 324m [1]
  - 陸橋部 : 187.8m [4]
- 最大支間長
  - 河川橋部 : 80m [1]
  - 陸橋部 : 32.0m [4]
- 橋梁形式
  - 河川橋部 : 7径間鋼合成I桁橋 + 3径間連続鋼箱桁橋 + 単純鋼箱桁橋 [1]
  - 陸橋部 : 7径間鋼合成I桁橋[4]
- 施工
  - 河川橋部 : 三菱重工業 [1]
  - 陸橋部 : 片山鉄工所[4]

## 参考資料
- “鐵骨橋梁年鑑  昭和41年度版（1966）” (PDF).   日本橋梁建設協会. 2022年3月21日閲覧。